# Xianhuaïta-(Ce)
La xianhuaïta-(Ce) és un mineral de la classe dels òxids.

## Característiques
La xianhuaïta-(Ce) és un òxid de fórmula química K₂CeNb₅O₁₅. Va ser aprovada com a espècie vàlida per l'Associació Mineralògica Internacional en el mes de març de l'any 2025, i encara resta pendent de publicació. Cristal·litza en el sistema tetragonal. És l'anàleg amb amoni de la taranakita.
Les mostres que van servir per a determinar l'espècie, el que es coneix com a material tipus, es troben conservades a les col·leccions del Museu Geològic de la Xina, a Pequín (República Popular de la Xina), amb el número de catàleg: GMCTM2024012, i a les col·leccions del laboratori d'estructura cristal·lina de l'institut de recerca científica de la Universitat de Geociències de la Xina, també a Pequín, amb el número de catàleg: BYEB-3.

## Formació i jaciments
Va ser descoberta al dipòsit de Bayan Obo (Mongòlia Interior, República Popular de la Xina). Aquest indret és l'únic de tot el planeta on ha estat descrita aquesta espècie mineral.